# Rosno Cup 2005
Rosno Cup 2005 byl hokejový turnaj ze série Euro Hockey Tour. Odehrán byl od 15. do 18. prosince 2005 v Moskvě. Utkání Česká republika – Finsko bylo odehráno v Praze.

## Výsledky a tabulka
|    |         | RUS   | FIN    | SWE     | CZE    | V | VP | PP | P | Skóre | B |
| 1. | Rusko   | Rusko | 2:0    | 3:1     | 3:1    | 3 | 0  | 0  | 0 | 8:2   | 9 |
| 2. | Finsko  | 0:2   | Finsko | 2:1     | 3:2 SN | 1 | 1  | 0  | 1 | 5:5   | 5 |
| 3. | Švédsko | 1:3   | 1:2    | Švédsko | 1:0 PP | 0 | 1  | 0  | 2 | 3:5   | 2 |
| 4. | Česko   | 1:3   | 2:3 SN | 0:1 PP  | Česko  | 0 | 0  | 2  | 1 | 3:7   | 2 |

 Česko -  Finsko 2:3  SN  (1:0, 1:1, 0:1 - 0:1) Zpráva
15. prosince 2005 (17:00) – Praha (Sazka Arena)
- Branky  Česko: 4:04 Jan Marek, 28:05 Miloslav Hořava
- Branky  Finsko: 36:09 Tommy Santala, 58:41 Ville Peltonen, rozhodující  SN  Ville Peltonen
- Rozhodčí: Vinnerborg (SWE) - Blümel, Pouzar (CZE)
- Vyloučení: 7:3 (0:2)

Česko: Adam Svoboda - Karel Rachůnek, Miroslav Blaťák, Robert Kántor, Radek Hamr, Petr Kadlec, Jan Hejda, Martin Ševc, Radek Phillip - Petr Tenkrát, Jan Marek, Jan Hlaváč - Jaroslav Kudrna, David Moravec, Miloslav Hořava - Jaroslav Bednář, Tomáš Vlasák, Petr Šachl - Jaroslav Kalla, Václav Skuhravý, Marek Melenovský (10.Viktor Hübl).
Finsko: Norrena - Nummelin, Niemi, Puistola, Mäntylä, Karalahti, Saravo, Malmivaara - Hentunen, Santala, Peltonen - Hyvönen, Pirnes, Tuomainen - Salmelainen, Hauhtonen, Luttinen - Valtonen, Hahl, Uhlbäck.

 Švédsko -  Rusko 1:3 (0:2, 1:0, 0:1) Zpráva
15. prosince 2005 (19:00) – Moskva (Lužniki)
- Branky  Švédsko: 24:28 Joel Lundqvist
- Branky  Rusko: 3:38 Maxim Sušinskij, 12:21 Alexandr Sjomin, 59:25 Anton But
- Rozhodčí: Šindler (CZE) - ???
- Vyloučení: 6:5 (1:0), navíc Mathias Johansson (SWE) 10 min.

Švédsko: Liv - Rhodin, Frögren, Lindström, Jonsson, Pihl, Magnus Johansson, Holmqvist, Oduya - Wallin, Mathias Johansson, Umicevic - Emwall, A. Johansson, Eriksson - Ölvestad, Nordquist, Hannula - Lundqvist, Karlsson, Melin.
Rusko: Sokolov - Vyšedkevič, Bykov, Varlamov, Aťušov, Gusev, Kuljaš, Chomickij, Titov - Sušinskij, Malkin, Charitonov - Zaripov, Zinovjev, Morozov - But, Něprjajev, Vlasenkov - Semin, Kurjanov, Koroljuk.

 Švédsko -  Česko 1:0 PP (0:0, 0:0, 0:0 - 1:0) Zpráva
17. prosince 2005 (13:00) – Moskva (Lužniki)
- Branka  Švédsko: 63:49 Andreas Karlsson
- Branka  Česko: nikdo
- Rozhodčí: Ravodin - Anisimov, Olenin (RUS)
- Vyloučení: 6:4 (0:0)

Švédsko: Henriksson - Jonsson, Lindström, Pihl, Magnus Johansson, Oduya, Holmqvist, Frögren, Rhodin - J. Lundqvist, Karlsson, Melin - Eriksson, A. Johansson, Emvall - Hannula, Nordquist, Martensson - Umicevic, Mathias Johansson, Wallin.
Česko: Marek Pinc - Martin Ševc, Jan Hejda, Karel Rachůnek, Miroslav Blaťák, Petr Kadlec, Radek Hamr, Robert Kántor, Radek Phillip - Petr Tenkrát, Tomáš Vlasák, 	Jan Hlaváč - Jaroslav Kudrna, David Moravec, Miloslav Hořava - Jaroslav Bednář, Viktor Hübl, Jiří Šimánek - Jaroslav Kalla, Václav Skuhravý, Petr Šachl.

 Rusko -  Finsko 2:0 (0:0, 1:0, 1:0) Zpráva
17. prosince 2005 (17:00) – Moskva (Lužniki)
- Branky  Rusko: 31:55 Maxim Sušinskij, 59:27 Maxim Sušinskij
- Branky  Finsko: nikdo
- Rozhodčí: Šindler (CZE) - Bělov, Serďuk (RUS)
- Vyloučení: 6:9 (0:0)

Rusko: Sokolov - Bykov, Vyšedkevič, Aťušov, Varlamov, Kuljaš, Gusev, Titov, Chomickij - Sušinskij, Malkin, Charitonov - Morozov, Zinovjev, Zaripov - Vlasenkov, Něprjajev, But - Koroljuk, Kurjanov, Semin. Trenér: Vladimir Krikunovov.
Finsko: Bäckström - Nummelin, Niemi, Mäntylä, Saravo, Karalahti, Valivaara, Malmivaara - Hentunen, Santala, Peltonen - Hyvönen, Pirnes, Tuomainen - Salmelainen, Hauhtonen, Tarvainen - Valtonen, Mannikö, Uhlbäck. Trenéři: Erkka Westerlund a Hannu Virta.

 Finsko -  Švédsko 2:1 (0:0, 1:1, 1:0) Zpráva
18. prosince 2005 (13:00) – Moskva (Lužniki)
- Branky  Finsko: 31:20 Hannes Hyvönen, 59:30 Ville Peltonen
- Branky  Švédsko: 34:19 Andreas Johansson
- Rozhodčí: Karabanov (RUS) - ???
- Vyloučení: 6:7 (0:0), navíc Santala (FIN) 5+do konce utkání.

Finsko: Norrena - Nummelin, Niemi, Mäntylä, Saravo, Karlahti, Valivaara, Malmivaara, Puistola - Hentunen, Santala, Peltonen - Hyvönen, Pirnes, Tarvainen - Salmelainen, Hahl, Luttinen - Valtonen, Uhlbäck, Tuomainen.
Švédsko: Henriksson - Jonsson, Lindström, Pihl, Magnus Johansson, Oduya, Holmqvist, Frögren, Rhodin - J. Lundqvist, Karlsson, Melin - Eriksson, A. Johansson, Emvall - Ölvestad, Nordquist, Martensson - Mathias Johansson, Wallin, Hannula.

 Rusko -  Česko 3:1 (3:0, 0:0, 0:1) Zpráva
18. prosince 2005 (17:00) – Moskva (Lužniki)
- Branky  Rusko: 4:09 Jevgenij Malkin, 7:26 Jevgenij Malkin, 18:53 Anton But
- Branky  Česko: 44:02 Jaroslav Kudrna
- Rozhodčí: Levonen (FIN) - Anisimov, Olenin (RUS)
- Vyloučení: 7:6 (0:0)

Rusko: Zvjagin - Bykov, Vyšedkevič, Aťušov, Varlamov, Kuljaš, Gusev, Titov, Chomickij - Sušinskij, Malkin, Charitonov - Morozov, Zinovjev, Zaripov - Vlasenkov, Něprjajev, But - Simakov, Kurjanov, Koroljuk.
Česko: Adam Svoboda (od 21. min Marek Pinc) - Jan Hejda, Petr Kadlec, Karel  Rachůnek, Miroslav Blaťák, Martin Ševc, Radek Hamr, Robert Kántor, Radek Phillip - Jaroslav Bednář, Tomáš Vlasák, Jan Hlaváč - Petr Tenkrát, David Moravec, Miloslav Hořava - František Mrázek, Viktor Hübl, Jiří Šimánek - Jaroslav Kudrna, Václav Skuhravý, Petr Šachl - Jaroslav Kalla.

## Statistiky

### Nejlepší hráči
| Pozice                | Hráč            |
| --------------------- | --------------- |
| Brankář               | Maxim Sokolov   |
| Obránce               | Tuukka Mäntylä  |
| Útočník               | Jevgenij Malkin |
| Nejlepší hráč turnaje | Maxim Sušinskij |

### All Stars
| Pozice  | Hráč             |
| ------- | ---------------- |
| Brankář | Maxim Sokolov    |
| Obránce | Karel Rachůnek   |
| Obránce | Petteri Nummelin |
| Útočník | Maxim Sušinskij  |
| Útočník | Jevgenij Malkin  |
| Útočník | Ville Peltonen   |

### Kanadské bodování
| Poř. | Kanadské bodování    | Branky | Přihrávky | Body |
| ---- | -------------------- | ------ | --------- | ---- |
| 1.   | Maxim Sušinskij      | 3      | 2         | 5    |
| 2.   | Alexander Charitonov | 0      | 5         | 5    |
| 3.   | Ville Peltonen       | 3      | 0         | 3    |
| 4.   | Jevgenij Malkin      | 2      | 1         | 3    |
| 5.   | Anton But            | 2      | 0         | 2    |